# Ачи Кастело
А̀чи Кастѐло (на италиански: Aci Castello, на сицилиански Castiddu di Iaci, Кастиду ди Ячи) е пристанищен град и община в Южна Италия, провинция Катания, автономен регион и остров Сицилия. Разположено е на брега на Йонийското море. Населението на общината е 18 122 души (към 2011 г.).
Градът е известен с крепостта си – Кастело ди Ачи.